# Charles Gillot
Pour les articles homonymes, voir Gillot.
Charles Firmin Gillot, né le 18 mars 1853 à Paris et mort le 17 mars 1903 dans la même ville, est un collectionneur d'art, graveur et imprimeur français. Il est connu pour avoir inventé le procédé de photogravure.

## Biographie
Charles Firmin Gillot naît le 18 mars 1853 à Paris.
Il est surtout connu comme un grand collectionneur d'objets d’art de l’antiquité, médiévaux, islamiques — Syrie, Mamelouk, Iran — et d’Extrême-Orient et plus particulièrement les arts du Japon.
Fils de l'imprimeur et inventeur Firmin Gillot, il est lui-même à son tour imprimeur et graveur-lithographe de profession. Il ouvre en 1875 un atelier de gravure à Paris et met au point en 1876 le procédé de la photogravure, aussi connue sous le nom de « gillotage ». Par cette technique, dont il dépose le brevet en 1877, il perfectionne l’usage de la gravure chimique inventée par son père en l'appliquant à la reproduction d’images (transfert d'une photographie sur une plaque de zinc : la zincographie).
De 1883 à 1886, il est responsable technique de Paris illustré, puis, de 1888 à 1891, il est directeur de publication de la revue Le Japon artistique, consacrée aux arts du Japon et appréciée des Nabis.
Charles Gillot meurt le 17 mars 1903 dans le 6e arrondissement de Paris et est enterré au cimetière du Montparnasse.

## La collection Charles Gillot

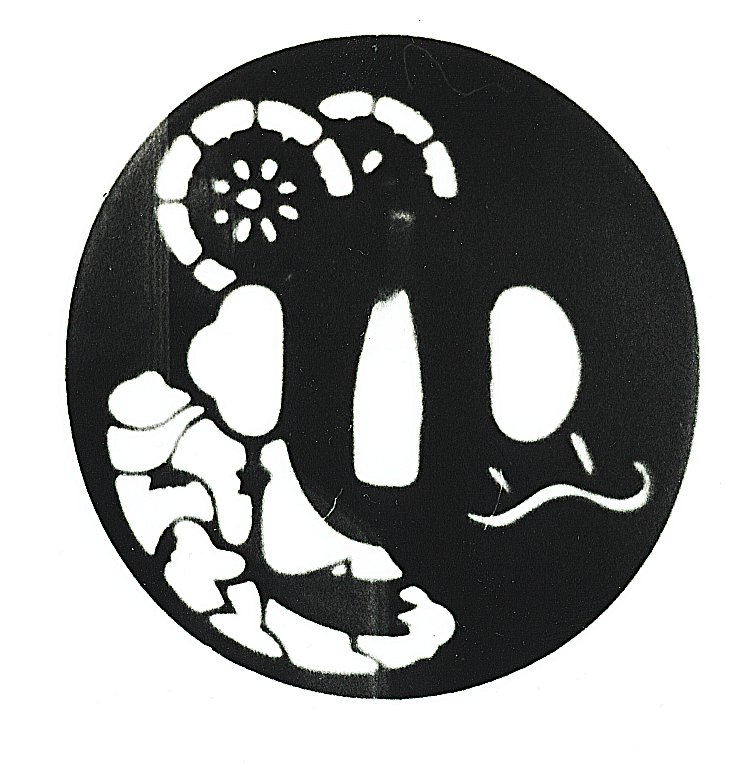
Tsuba

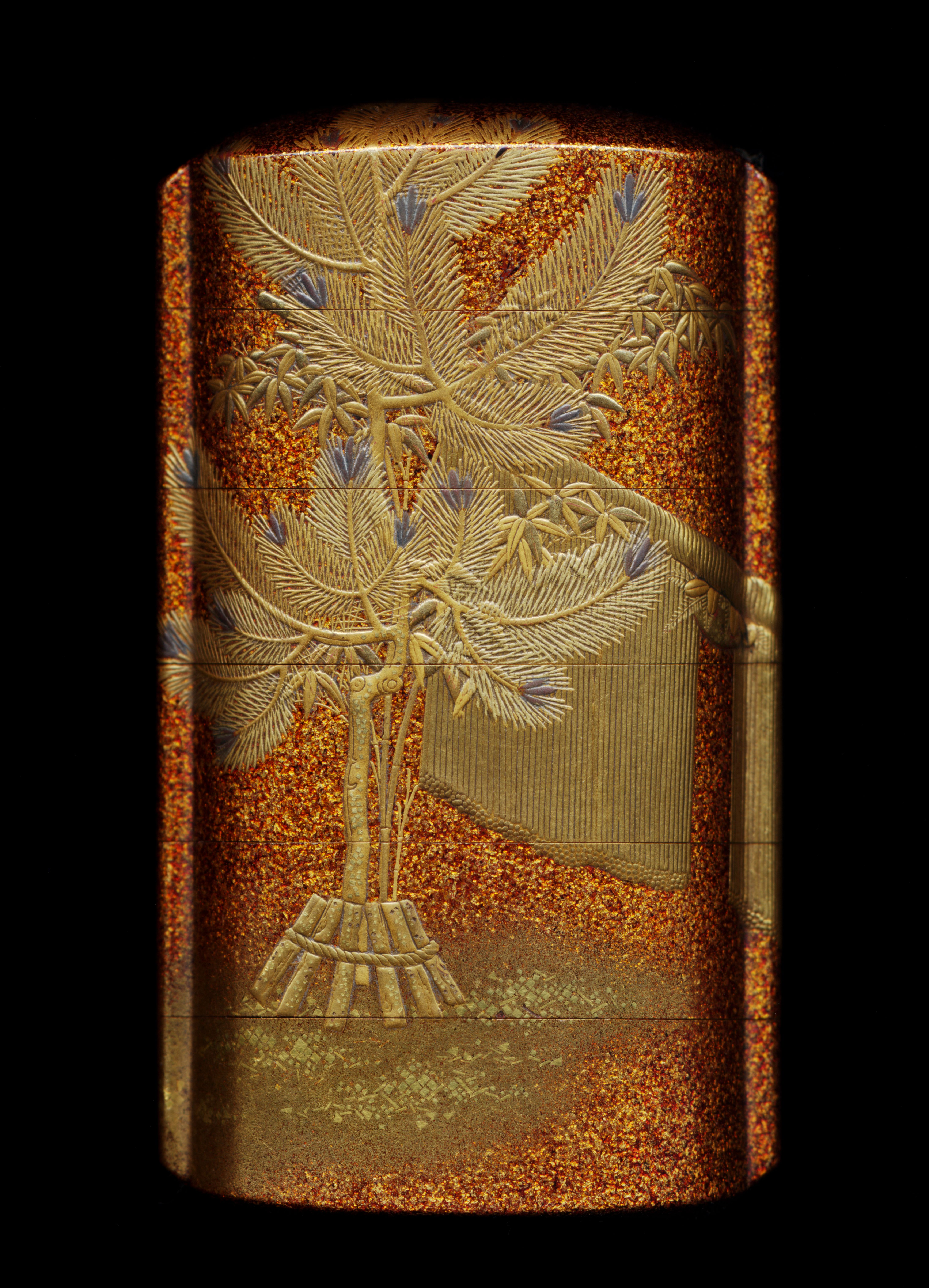
Inro

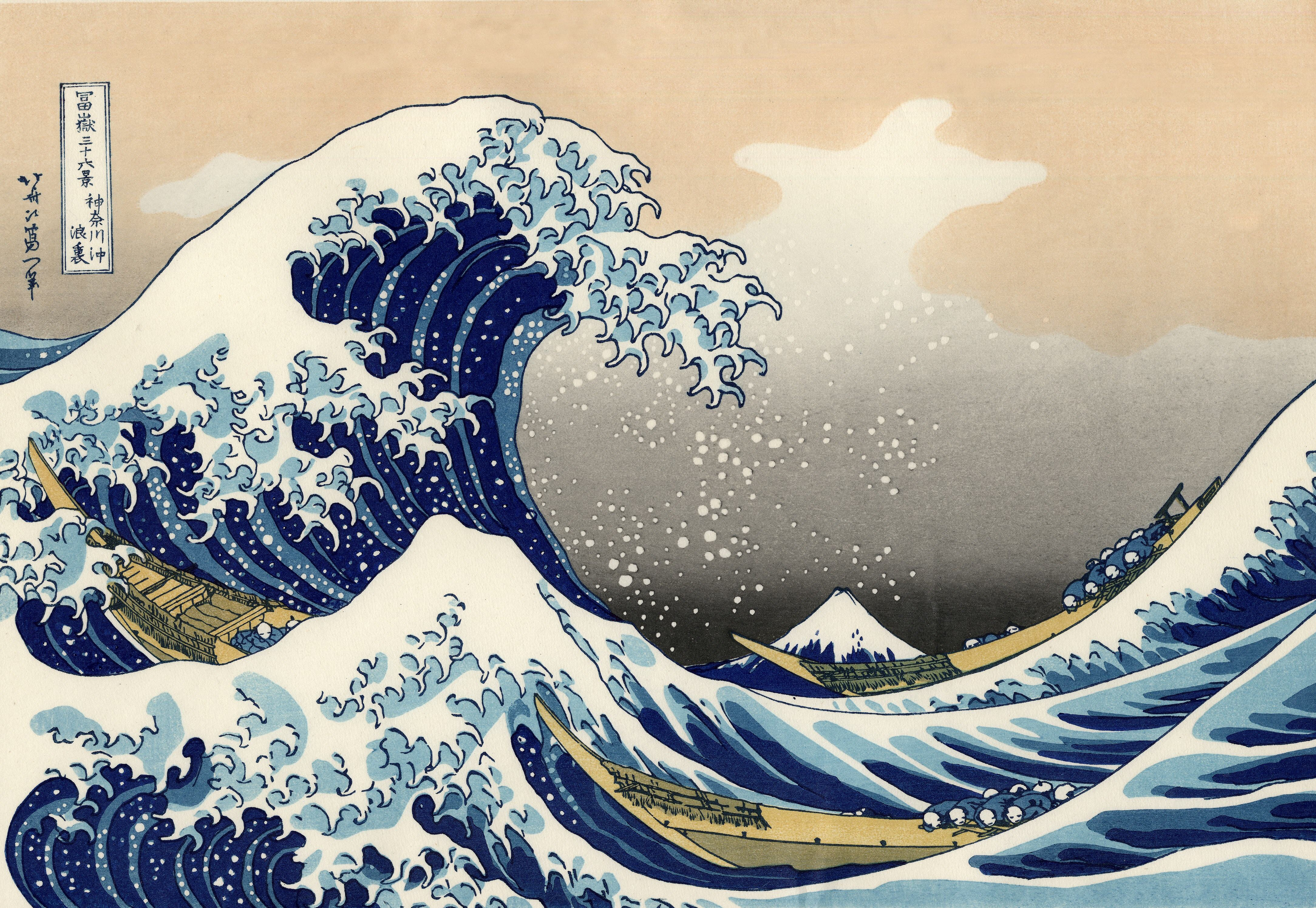
Le mont Fuji vu de Kanagawa, fameuse estampe d'Hokusai

La collection Gillot est caractérisée par son grand éclectisme. Principalement connue pour ses objets asiatiques, elle comprend également des antiquités islamiques - Syrie, Égypte (Mamelouk), Iran.
Sa collection sera dispersée aux enchères en février 1904 à Paris dont l'expert était Samuel Bing. Cette vente fera l'objet de deux catalogues particulièrement recherchés pour les nombreuses reproductions in et hors-texte.
- sculptures ;
- Laques ;
- ustensiles de fumeurs ;
- inrō ;
- peignes et ornements de coiffure ;
- céramiques (poteries de Sanouki, Minato, Rakou) ;
- bronzes archaïques du Japon et de Chine ;
- armes et armures, (sabre, ornement de sabre, tsuba) ;
- netsuke ;
- étoffes (soie, draperie, tissus) ;
- livres illustrés ;
- estampes ;
- peinture chinoise ;
- peinture japonaise (école de Tosa, Kano).

Sa collection d'art japonais est admirée par Edmond de Goncourt, qui écrit à son sujet : « la collection japonaise la plus parfaite, la plus raffinée pour les bronzes, les fers, les bois ornementés, les laques, les poteries, tous les objets industriels, c’est la collection de Gillot ». Elle est donnée pour partie au musée du Louvre, puis transférée au musée Guimet. Le reste de ses collections est dispersé à l'hôtel Drouot à sa mort, en avril 1904. Une partie des objets est rachetée par sa famille ; ce reliquat est vendu par Christie's le 4 et le 5 mars 2008.